# Быково (Томская область)
Быково — деревня в Томском районе Томской области России. Входит в состав Зоркальцевского сельского поселения.

## География
Деревня находится в юго-восточной части Томской области, в пределах подтаёжно-лесостепного района таёжной зоны, на правом берегу реки Порос, к югу от Томи, на расстоянии примерно 5 километров (по прямой) к северо-западу от города Томска. Абсолютная высота — 75 метров над уровнем моря.
Часовой пояс
Деревня Быково, как и вся Томская область, находится в часовой зоне МСК+4. Смещение применяемого времени относительно UTC составляет +7:00.

## История
По данным 1926 года в деревне имелось 37 хозяйств и проживало 157 человек (в основном — русские). В административном отношении являлась центром Коломинского сельсовета Коларовского района Томского округа Сибирского края.

## Население
| 2002 | 2008 | 2009 | 2010 | 2011 | 2012 | 2013 |
| ---- | ---- | ---- | ---- | ---- | ---- | ---- |
| 8    | ↘3   | ↗4   | ↗7   | →7   | ↗9   | →9   |
| 2014 | 2015 | 2021 |      |      |      |      |
| ↘8   | →8   | ↘4   |      |      |      |      |

Половой состав
По данным Всероссийской переписи населения 2010 года в гендерной структуре населения мужчины составляли 42,9 %, женщины — соответственно 57,1 %.
Национальный состав
Согласно результатам переписи 2002 года, в национальной структуре населения русские составляли 100 %.

## Улицы
Уличная сеть деревни состоит из одной улицы и одного переулка.